# Martina Peters

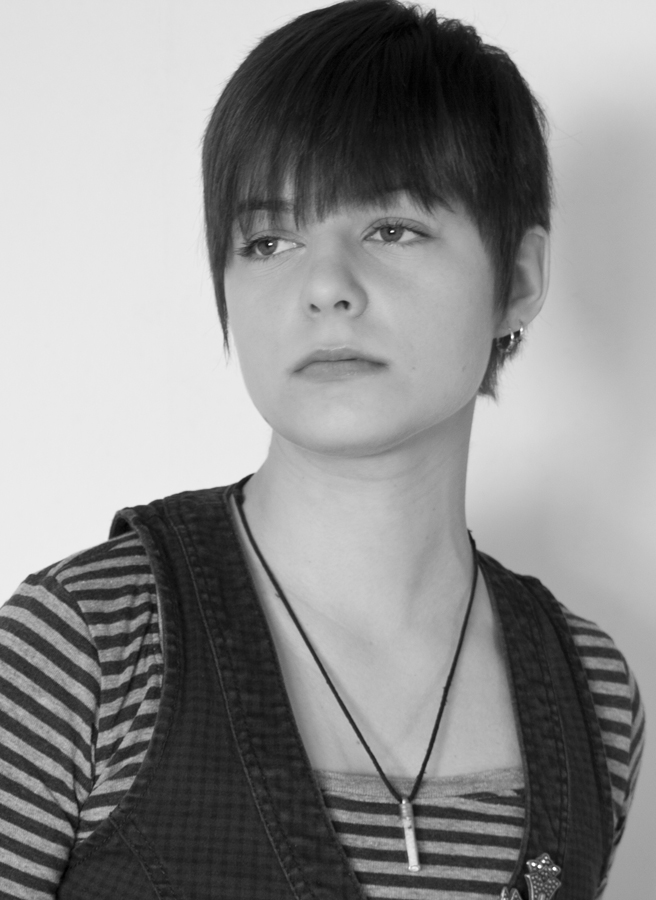
Martina Peters

Martina Peters (* 3. April 1985) ist eine deutsche Comiczeichnerin.

## Werdegang
Seit 1996 zeichnet Martina Peters, Anstoß war die Anime-Serie Sailor Moon. Ab 2001 stellte sie ihre Bilder ins Internet und 2005 verkaufte sie einen Dōjinshi auf dem Dōjinshi-Markt der Leipziger Buchmesse. Dort wurde sie von Myriam Engelbrecht entdeckt, der späteren Leiterin des Verlags Fireangels. Dort erschien 2006 mit K-A-E ihr erster Comic im Manga-Stil. Später folgte u. a. E-Motional in der Chibi-Manga-Reihe des Carlsen-Verlags und 2009 die Trilogie Lilientod, die zusammen mit der Autorin Anne Maren Delseit entstand.
Nach Fertigstellung der Lilientod-Trilogie begann Martina Peters mit der Arbeit an einer Fortsetzungsgeschichte zu K-A-E mit dem Titel TEN. Dessen erster Band erschien gemeinsam mit einer überarbeiteten Neuauflage ihres Erstlingswerkes beim Cursed Verlag. TEN ist inzwischen mit drei Bänden vorerst abgeschlossen. Die Autorin ließ jedoch verlauten, dass weitere Spin-offs in Planung sind.
Parallel zu ihrer Arbeit an TEN veröffentlichte Martina Peters bei Carlsen Manga die Trilogie Tempest Curse, die im Herbst 2015 abgeschlossen wurde.
Seit März 2018 die auf 10 Bände angelegte Serie Focus 10 beim Carlsen-Verlag.

## Werke
- Dream Catcher (2004, in Manga Talente)
- K-A-E (Band 1 erschienen 2006, Band 2 erschienen 2008 bei Fireangels Verlag)
- Der Ritter vom Rübenfeld in Lime Law 1 (2006 bei Fireangels Verlag)
- A.S.A.P in Yaoi Newcomer (2007 bei The Wild Side)
- E-Motional (2007 bei Carlsen Manga)
- Lilientod (3 Bände, 2009 – 2011 bei Carlsen Manga)
- Little Red Riding Hood (2009 bei Comicstars als kostenloses E-Book)
- Miri Maßgeschneidert – Cosplay, Jeans und Rüschenträume (Illustrationen, 2012 bei Carlsen Manga)
- KAE (überarbeitete Neuauflage – Band 1 erschienen 2012, Band 2 erschienen 2013 bei Cursed Verlag)
- TEN (Fortsetzung zu KAE – 3 Bände 2013 – 2016 bei Cursed Verlag)
- Tempest Curse (3 Bände 2014 – 2015 bei Carlsen Manga)
- [TORRENT] (Spin-Off zu TEN – 1 Band 2017 Selbstverlegt)
- Focus 10 (10 Bände März 2018 – November 2021 bei Carlsen Manga)